# Księżycowa Dziura
Księżycowa Dziura – jaskinia w Dolinie Kobylańskiej. Administracyjnie znajduje się w obrębie wsi Karniowice, w gminie Zabierzów w powiecie krakowskim, w województwie małopolskim. Pod względem geograficznym jest to obszar Wyżyny Olkuskiej wchodzący w skład Wyżyny Krakowsko-Częstochowskiej.

## Opis obiektu
Otwór tego obiektu skalnego znajduje się na wysokości 10 m w „Księżycowym kominku” między Jastrzębią Turnią i Szeroką Turnią w grupie skał, które wspinacze skalni nazywają Grupą nad Źródełkiem. Przez otwór ten prowadzi droga wspinaczkowa o trudności III w skali polskiej. Za otworem jest studzienka o głębokości 1,5 m. Od jej dna odchodzi na powierzchnię skały korytarzyk oraz krótka szczelina ze skrajnie trudnym zaciskiem. Za nim jest dalsza kontynuacja szczeliny.
Obiekt powstał w wapieniach górnej jury. Nacieków brak, spąg pokryty skalnym gruzem i próchnicą. Jest w całości oświetlony i zależny od czynników środowiska zewnętrznego. Na jego ścianach rosną glony i występują pająki.
Obiekt po raz pierwszy opisany przez J. Nowaka w maju 2003 roku. On też sporządził jego aktualną dokumentację i plan.

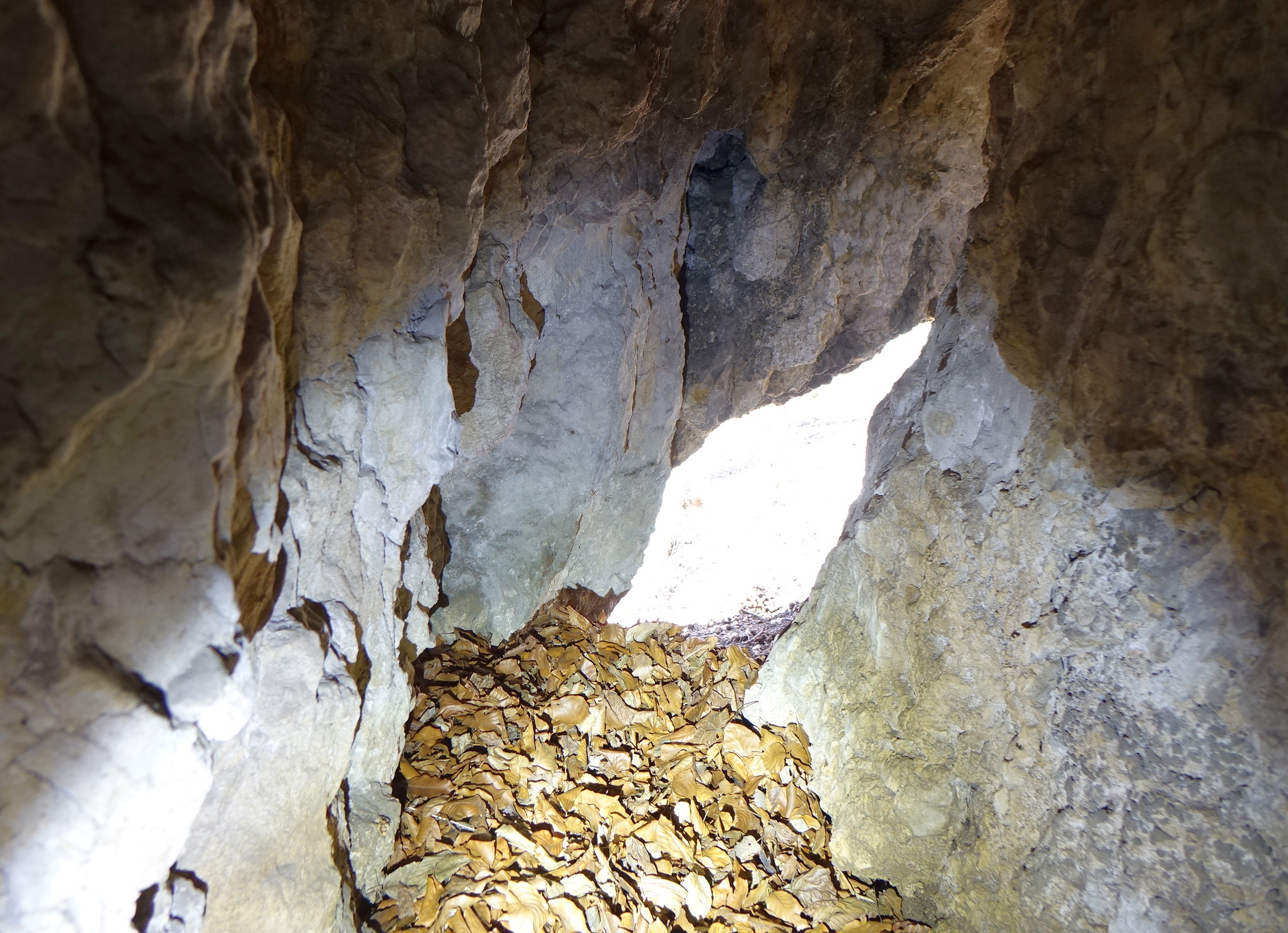

W Jastrzębiej Turni znajdują się trzy jaskinie: Księżycowa Dziura, Koleba pod Jastrzębią i Zakos w Jastrzębiej.